# ڒ
Raʿ petit v suscrit (ڒ) est une lettre additionnelle de l’alphabet arabe utilisée dans l’écriture du kurde sorani.

## Utilisation
En sorani écrit avec l’alphabet arabe, ‹ ڒ › représente une consonne roulée alvéolaire voisée [r]. Dans certains dialectes, elle est représentée avec le ra petit v souscrit ‹ ڕ ›.